# 女流王座戦
リコー杯女流王座戦（リコーはいじょりゅうおうざせん）は、リコー及び日本将棋連盟主催・日本経済新聞社が特別協力する将棋の女流タイトル戦。2011年創設。10月頃から挑戦手合制の五番勝負が行われ、決勝を制した勝者には女流王座の称号が与えられる。優勝賞金は女流棋戦では白玲戦、大成建設杯清麗戦に次ぐ500万円（マイナビ女子オープンと同額）、準優勝賞金は150万円である。

## 概要
女流将棋界のさらなる発展と将棋の普及活動を目標に、OA機器メーカーのリコーと日本将棋連盟が合意し、2011年3月10日に本棋戦の創設を発表、同2011年4月に開始された6番目の女流タイトル戦である。本棋戦は、マイナビ女子オープンと同様に女性アマチュア選手の出場を可能としているが、将棋関係者から有段者と認められたアマチュアのみ出場可能なマイナビ女子オープンとは異なり、申し込みを行えば誰でも出場できる完全オープン大会という点で画期的な公式女流棋戦である。
将棋のグローバル化を図るため将棋界初の海外出場枠を設けている（後述）。
優勝賞金はマイナビ女子オープンと同額の500万円（準優勝賞金は150万円）であり、かつては日本将棋連盟公式サイトの棋戦情報ページおよびサイドバーでは、両棋戦を上下に並べず、左右に並べて同格の扱いとしていたが、2016年9月の公式サイトリニューアルに伴い、サイドバーではマイナビ女子オープンの下に並べるようになった。
第4期の西山朋佳-久津知子戦で、棋譜入力にタブレット端末が初めて使用された。
2023年開始の第13期より棋戦名における冠名の表記順に変更があり、それまでの「期数・冠名・棋戦名」の順（第12期 リコー杯 女流王座戦）から「冠名・期数・棋戦名」の順（リコー杯第13期女流王座戦）の名称で行われている。

## 方式
アマチュア予選、一次予選、二次予選、本戦トーナメントを行い、女流王座への挑戦者を決定する。女流王座と挑戦者が五番勝負を戦い、その勝者が新たな女流王座となる。
アマチュア予選（東日本、西日本）および一次予選はいずれも、それぞれ1日で行ない上位進出者を決定する。

### アマチュア予選
アマチュア予選は、すべての女性（第13回からは国内在住のすべての女性）が参加可能のアマチュア大会で、東日本予選大会（東京）と西日本予選大会（大阪）の2回に分けて行われる。東西各大会は同日開催ではなく、第9回までは東西両方のアマチュア予選に事前申込・出場が可能であった。第10回-第12回では新型コロナウイルス感染症の影響でアマチュア予選を中止したが、第13回からアマチュア予選を再開した。再開後のアマチュア予選は、東西どちらか一方に申し込む方式に変更している。
各大会とも定員がある場合は、先着順または抽選により出場者を決定する。
アマチュア予選は、午前の予選（2勝で通過、2敗で敗退）と午後の決勝トーナメントによって、一次予選出場者を決定する。なお、両大会とも予選内容は同一であるが、一次予選出場者の人数は大会ごとに異なる場合もある（第1期は東京5名、大阪3名）。
持ち時間は各20分（チェスクロック使用）で、切れたら1手30秒未満。

### 一次予選
シード者以外のエントリーした女流棋士、女性奨励会員、海外出場枠選手およびアマチュア予選通過者が参加するトーナメント。一斉対局で行われる。シード人数が不定のため二次予選進出枠は毎年変動する。
持ち時間は各40分（チェスクロック使用）で、切れたら1手1分未満。

### 二次予選
前期ベスト8進出者からの最大4名（タイトルホルダーは除く、第1期は成績選抜の8名）および一次予選通過者が参加。各組の2名が対戦し勝者が本戦に進出する。シード人数が不定のため出場枠数および本戦進出枠は毎年変動する。
持ち時間は各3時間（チェスクロック使用）で、切れたら1手1分未満。

### 本戦トーナメント
予選を勝ち抜いた者と本戦シード者の計16名のトーナメントにより、女流王座への挑戦者が決定される。シード権は前期ベスト4進出者およびタイトルホルダー（第1期はタイトルホルダーのみ）。
持ち時間は各3時間。

### 五番勝負
女流王座と挑戦者が五番勝負を戦い、その勝者が新たな女流王座となる。持ち時間は各3時間。1日制。
第1期は本戦トーナメント決勝を五番勝負として行い、その勝者を初代女流王座とした。
第4期では、第3期女流王座の里見香奈が体調不良により休場中であったため、第1期と同様の方式で本戦トーナメントの決勝を五番勝負として行なった。

## クイーン王座
女流王座を通算5期獲得した場合にはクイーン王座の称号が与えられる。2024年1月現在、クイーン王座は福間香奈。
クイーン王座
1. 福間香奈（2021年12月7日 資格獲得、通算5期〈第3期、6-8期、11期〉）

## 歴代五番勝負
| 五番勝負勝敗（女流王座側から見た勝敗） ○：勝ち ●：負け 千：千日手 持：持将棋 女流王座戦五番勝負 \| 太字 \| ：女流王座獲得者（五番勝負勝者） \| 太字Q \| ：クイーン称号獲得者（五番勝負勝者） \| |                                  |       |                                      |
| 太字 | ：女流王座獲得者（五番勝負勝者） | 太字Q | ：クイーン称号獲得者（五番勝負勝者） |

| 期 | 年度 | 女流王座戦 五番勝負 | 女流王座戦 五番勝負 | 女流王座戦 五番勝負 | 本戦     | 本戦            | 備考     |
| 期 | 年度 | 女流王座            | 勝敗                | 挑戦者              | 挑決敗者 | ベスト4         | 備考     |
| -- | ---- | ------------------- | ------------------- | ------------------- | -------- | --------------- | -------- |
| 1  | 2011 | 挑戦者 加藤桃子     | ○●○●○               | 挑戦者 清水市代     | -        | 中村真 / 伊藤沙 |          |
| 2  | 2012 | 加藤桃子            | ○○○－－             | 本田小百合          | 里見香   | 中村真 / 清水   |          |
| 3  | 2013 | 加藤桃子            | ○●●●－              | 里見香奈            | 本田     | 伊藤沙 / 渡辺   |          |
| 4  | 2014 | 挑戦者 加藤桃子     | ○○○－－             | 挑戦者 西山朋佳     | -        | 中村真 / 伊藤沙 | [ 注 6 ] |
| 5  | 2015 | 加藤桃子            | ○●持○●○             | 伊藤沙恵            | 甲斐     | 里見香 / 西山   | [ 注 7 ] |
| 6  | 2016 | 加藤桃子            | ●●●－－             | 里見香奈            | 西山     | 伊藤沙 / 香川   |          |
| 7  | 2017 | 里見香奈            | ●●○○○               | 加藤桃子            | 香川     | 室田 / 西山     |          |
| 8  | 2018 | 里見香奈            | ○○○－－             | 清水市代            | 伊藤沙   | 岩根 / 加藤桃   |          |
| 9  | 2019 | 里見香奈            | ●○●●－              | 西山朋佳            | 伊藤沙   | 加藤桃 / 岩根   |          |
| 10 | 2020 | 西山朋佳            | ○●●○○               | 里見香奈            | 伊藤沙   | 山根 / 加藤桃   |          |
| 11 | 2021 | 西山朋佳            | ●●●－－             | 里見香奈Q           | 伊藤沙   | 加藤桃 / 山口恵 |          |
| 12 | 2022 | 里見香奈            | ○●○●○               | 加藤桃子            | 西山     | 上田 / 塚田     |          |
| 13 | 2023 | 里見香奈            | ◯◯●◯－              | 加藤桃子            | 西山     | 渡部 / 上田     | [ 注 8 ] |
| 14 | 2024 | 福間香奈            | ◯◯◯－－             | 西山朋佳            | 香川     | 加藤桃 / 室谷   |          |

### 通算記録 (タイトル戦)
- 色付き は現在のタイトル在位者。
- 太字は項目最多記録。「*」は継続中の記録（第14期終了時点まで）。

| 女流棋士                 | 女流王座 在位 | 女流王座 在位 | 番勝負出場 | 番勝負出場 |
| 女流棋士                 | 通算          | 連続          | 通算       | 連続       |
| ------------------------ | ------------- | ------------- | ---------- | ---------- |
| 福間香奈                 | 8             | 4*            | 9          | 8*         |
| 加藤桃子                 | 4             | 2             | 9          | 8          |
| 西山朋佳                 | 2             | 2             | 5          | 3          |
| 清水市代                 | 0             | 0             | 2          | 1          |
| 本田小百合               | 0             | 0             | 1          | 1          |
| 伊藤沙恵                 | 0             | 0             | 1          | 1          |
| 記録は第14期終了時点まで |               |               |            |            |

## アマチュア参加者

### 第1期アマチュア予選
初の完全女流オープン戦ということもあり第1期アマチュア予選参加者の中には、後に女流プロになる研修会員やアマチュア強豪の他にも、元女流棋士の林葉直子、藤田麻衣子や現役を退いていた大庭美夏など多彩な顔ぶれが参加した。
西日本大会では中七海、長谷川優貴、石本さくら、東日本大会では室谷早紀、中澤沙耶、小山田友希、飯田梨絵、飯野愛が一次予選に進出し、そのうち、室谷早紀、中澤、小山田が二次予選にも進出した。

### 海外出場枠
一次予選には、将棋界の公式戦としては男女を通じて初となる「海外出場枠」が設けられている。
- 第1期は中国の張天天が出場[11]。
- 第2期・第3期はポーランドのカロリーナ・ステチェンスカが出場[12][13]。第2期は初戦で高群佐知子に勝利し、第3期は初戦で鹿野圭生に勝利した。カロリーナは後に女流棋士になった。
- 第4期・第5期は中国の黄晟佳が出場[14][15]。
- 第6期・第7期はウクライナのヴィクトリヤ・リャスニャンスカが出場[16][17]。
- 第8期はベラルーシのタチアナ・ミリュコワが出場[18]
- 第9期はモンゴルのトゥルムンフ・ムンフゾルが出場[19]
- 第10期は第6-7期招待者のヴィクトリヤ選手を招待予定であったが、新型コロナウイルス感染症感染拡大による政府の「緊急事態宣言」により招待中止[20]。
- 第11-13期は海外招待選手選抜大会を実施せず。
- 第14期はアメリカのルージー・サンが出場
- 第15期はブラジルのレベッカ・ヴィリャーバが出場

なお、第2期・第3期以外の招待選手はいずれも1回戦で敗退している。

## エピソード
- 第1期は奨励会会員の加藤桃子奨励会2級・伊藤沙恵奨励会2級[注 10]（級位は一次予選開始当時。本戦トーナメント参加中に両者とも奨励会1級に昇級）が、二人とも本戦トーナメントに進出。準決勝で両者の直接対決となった。結果、加藤が勝利し、決勝五番勝負に進出、清水市代との五番勝負を制して初代女流王座となった。初めて女流棋士の資格を持たない女性が女流タイトルを獲得した。

- 第2期は本田小百合が女流棋士となって20年目にして初めてタイトル挑戦権を獲得。第1局は女流棋戦としては珍しい海外対局が2012年10月に中国の上海市で行われる予定だったが、折からの中国での反日活動の激化により、東京・将棋会館での対局に変更[21]。

- 2013年度は5月にマイナビ女子オープンで5冠同時制覇を果たした里見香奈であったが、その後女流王位・女流王将・倉敷藤花と立て続けにタイトルを失冠。一方で第3期では本戦トーナメントには勝ち上がり五番勝負に進出。五番勝負では加藤桃子を破り、初の女流王座を獲得し、これで女流6タイトル全てを獲得した初の女流棋士となった。

- 第3期女流王座の里見香奈は体調不良のため、2014年3月1日から8月31日まで休場。復帰後に第4期五番勝負に出場予定であったが、体調が回復しないことから12月31日まで延長を申請し、日本将棋連盟役員会で受理された。これにより女流王座返上が決定し、スポンサーと日本将棋連盟の協議の結果、9月1日に予定されていた挑戦者決定戦の対局者、加藤桃子女王と西山朋佳奨励会初段により、女流王座決定戦五番勝負が行われることとなった[6]。女流棋士資格を持たない女性奨励会員同士での女流タイトル戦は初。

- 第5期は本戦トーナメント準決勝で伊藤沙恵が里見香奈に勝利し、里見の女流最多連勝記録が21連勝でストップ。その後、伊藤は挑戦者決定戦でも甲斐智美に勝利しタイトル初挑戦。1勝1敗で迎えた第3局では284手の長期戦の末、女流棋戦の番勝負としては初の持将棋が成立した[22]。その後、年明けに2016年1月6日の第6局まで行われ、加藤桃子が防衛した。

- リコーは日本将棋連盟と共同で棋譜の自動記録システムを開発しており、2020年5月16日に行われた第10期女流王座戦一次予選で初の本格運用が行われた。棋戦の増加に伴う記録係の不足対策に加え、新型コロナウイルス感染症の流行に伴う感染対策の一環として、3つの密を避けるという観点でも効果があると見込まれている[23]。

- 第11期は第43期女流王将戦に引き続き、西山朋佳女流王座（白玲・女王・女流王将）と里見香奈挑戦者（清麗・女流名人・女流王位・倉敷藤花）との女流四冠対決となった。

- 第14期は、本戦準決勝まで勝ち進んだ室谷由紀が、産休のため準決勝の西山朋佳戦が不戦敗扱いとなった。また、2024年10月23日に第1局の番勝負が行われた後、福間香奈女流王座の産休を挟んで第2局以降が2025年2月に行われる変則日程となる。

- 第1期は女流タイトル保持者2名、甲斐智美（女王・女流王位）、里見香奈（女流名人・女流王将・倉敷藤花）が本戦トーナメントからのシードとされた。また清水市代、中井広恵、斎田晴子、矢内理絵子、石橋幸緒、上田初美、岩根忍、中村真梨花の8名が二次予選からのシードとなった。

- 第5期は前期休場して番勝負を辞退した里見が本戦シードとなった。

- 第12期でベスト4に入った塚田恵梨花は第13期に不参加のため、第14期で改めて本戦シードとなった。